# Nuffield 4/60
Nuffield 4/60 (även skrivet 460) är en traktormodell som tillverkades av British Motor Corporation i England mellan november 1961 och september 1964.

## Historia
Nuffield 4/60 började byggas i november 1961 som en uppföljare till "Nuffield Universal Four". Den tillverkades till en början i Morris fabrik i Cowley.
Under november - december 1961 producerade fabriken 553 fordon. Från och med det sista modellåret (1964) byggdes traktorerna istället i en nybyggd fabrik i Bathgate, fram till september 1964 då produktionen lades ned till förmån för den nyare Nuffield 10/60.
Man vet inte exakt hur många som tillverkats, men mellan 1961 och 1964 har minst 25 000 exemplar producerats.

## Modellnamn
Beteckningen 4/60 står för 4 cylindrar/60 hästkrafter.

## Extra utrustning
- Kraftuttag (Roterar 528 rpm vid motorns varvtal 1400 rpm

- Hydraulstyrning (servostyrning)
- Remskiva
- Traktometer
- Handbroms
- Oberoende handmanövrerade hjulbromsar
- Differentialspärr
- Hydraullyft
- Belastningsvikt fram
- Bakhjulsvikter
- Dubbla bakhjul
- Handmanövrerad koppling
- Sidoförskjuten Ddragstång
- Bakre drivning för remskiva
- Clayton Dewandres manöverutrustning för släpvagnsvakuumbromsar
- Nummerplåtar
- Regnskydd i kanvas
- De Luxe-säte och sittdyna
- Luftrenare och ljuddämparförlängning
- Belysningspaket (inkl. signalhorn och kontakt samt instrumentbelysning)